# 拉戈阿-达普拉塔
拉戈阿-达普拉塔是巴西米纳斯吉拉斯州的一个市镇。总面积439.682平方公里，总人口52711人，人口密度100.4人/平方公里。